# Taifa di Denia
La Taifa di Denia era un regno di taifa medievale musulmano di al-Andalus, che, nel 1010, si proclamò regno indipendente, in seguito alla disintegrazione che aveva subito dal 1009 il Califfato di Cordova.

La taifa di Denia che fu il primo regno a dichiararsi indipendente da Cordoba, era piccolo e comprendeva alcune regioni e città molto fertili tra cui Bairén, Orba, Altea, Callosa, Sagra, Cocentaina e Bocairente.

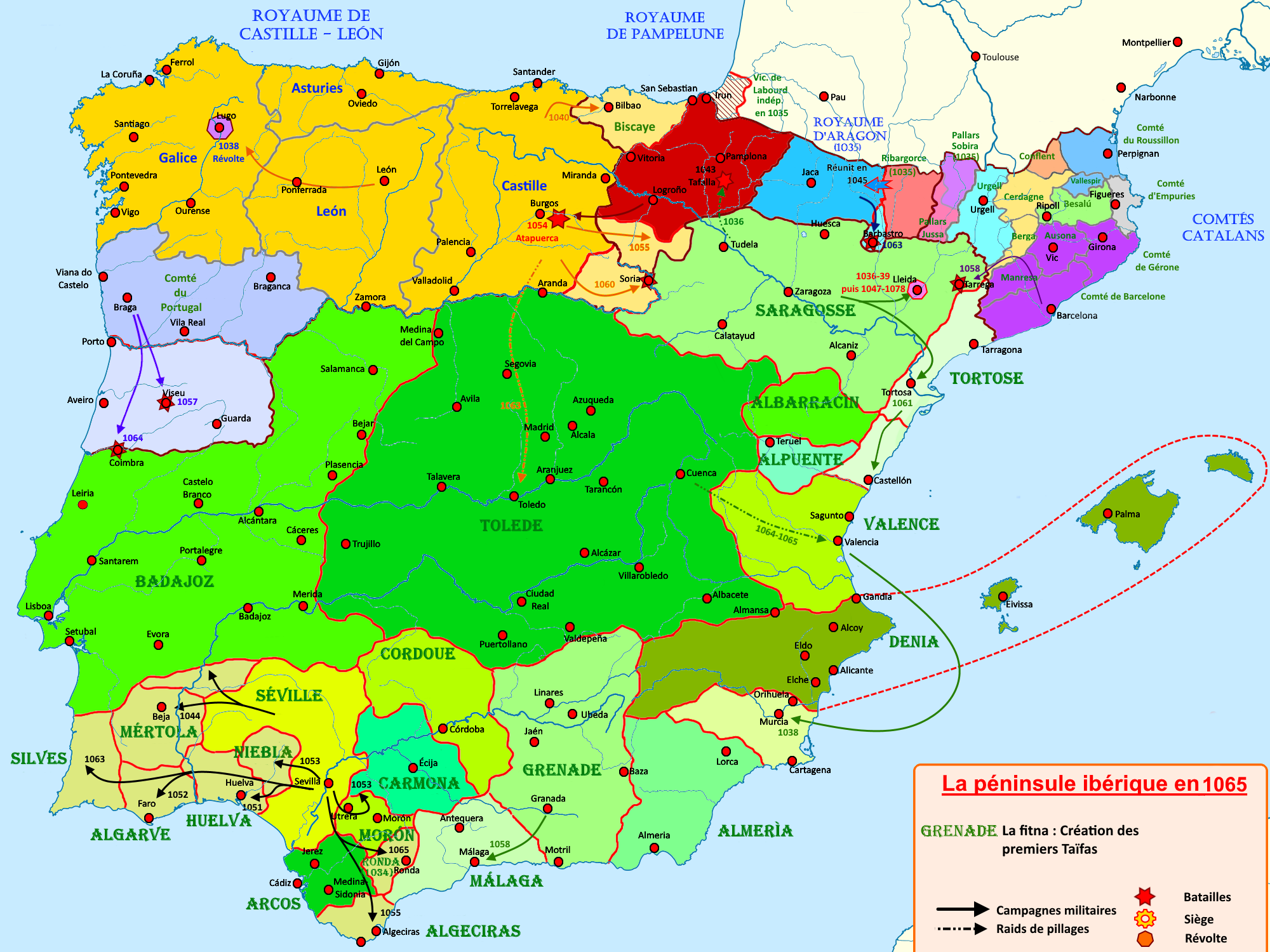
Taifa di Denia, nel 1065

## Storia
Mujāhid al-ʿĀmirī, un liberto che era stato un funzionario di Almanzor, nel 1010, approfittando della disintegrazione del Califfato di Cordova, occupò Dénia, fondando la Taifa di Denia, come riporta la Histoire des Almohades / d'Abd el- Wâh'id Merrâkechi.

Mujāhid, nel 1013, secondo il Muslim Spain and Portugal: A Political History of al-Andalus, occupò le isole Baleari. che ancora erano parte del califfato di Cordova.

Secondo la The History Of The Mohammedan Dynasties In Spain Vol II, Mujāhid, negli anni successivi, 1015 e 1016, occupò la Sardegna.

Al ritorno falla Sardegna, Mujāhid si stabilì a Dénia, che divenne la capitale della taifa.

Verso il 1016, con l'avvento della dinastia hammudide, sostenuta soprattutto dai Berberi, i sostenitori degli Omayyadi, tra cui Mujāhid, come riportano sia Abd el- Wâh'id Merrâkechi, che la History Of The Mohammedan Dynasties In Spain Vol II, spinsero Abd al-Rahman IV ibn Muhammad a richiedere di essere eletto califfo, come legittimo pretendente, in quanto discendente della dinastia omayyade; mentre secondo la Muslim Spain and Portugal: A Political History of al-Andalus, Mujāhid fu tra i sostenitori del falso Hisham II.

Secondo il Ibn Khallikan's biographical dictionary, v.3, Mujāhid occupò una parte della Taifa di Valencia.
La taifa di Denia aveva mantenuto la burocrazia di al-Andalus e aveva favorito la letteratura e la poesia.

Secondo la The History Of The Mohammedan Dynasties In Spain Vol II, Mujāhid morì nel 1045 e gli succedette il figlio, Alí.
Anche la Histoire des Almohades / d'Abd el- Wâh'id Merrâkechi conferma che Alí succedette al padre.
Secondo il documento n° CCXLIX  dell'appendice della Marca Hispanica, nel 1058 Alí, re della Taifa di Denia, accettò che la Baleari facessero parte della diocesi di Barcellona.

Secondo la Histoire des Almohades / d'Abd el- Wâh'id Merrâkechi Alì era un buon mussulmano, che non beveva vino, e proteggeva i letterati e gli studi scientifici.

La Taifa di Denia venne attaccata e soggiogata da al-Muqtadir della Taifa di Saragozza, nel 1076.

Alí fu condotto a Saragozza, dove gli venne assegnato un feudo e dove morì nel 1081.

## Lista degli Emiri
- Mujāhid al-ʿĀmirī: 1010–1045
- 'Ali Iqbal ad-Dawla: 1045–1076

### Fonti primarie
- (FR)  Histoire des Almohades / d'Abd el- Wâh'id Merrâkechi
- (EN)  The History Of The Mohammedan Dynasties In Spain Vol II
- (EN)  Muslim Spain and Portugal: A Political History of al-Andalus
- (EN)  Ibn Khallikan's biographical dictionary, v.3

### Letteratura storiografica
- Rafael Altamira, "Il califfato occidentale", in: «Storia del mondo medievale», Cambridge History of Middle Age, vol. II, 1999, pp. 477–515.]
- La recomquista